# تجفيف بالتجميد

في مخطط الأطوار النموذجي، تنتقل الحدود بين الغاز والسوائل من النقطة الثلاثية إلى النقطة المهمة. وينقل التجفيف بالتجميد (السهم الأزرق) النظام إلى النقطة الثلاثية، مما يؤدي إلى تجنب الانتقال المباشر بين السائل والغاز والذي نراه في وقت التجفيف العادي (السهم الأخضر).

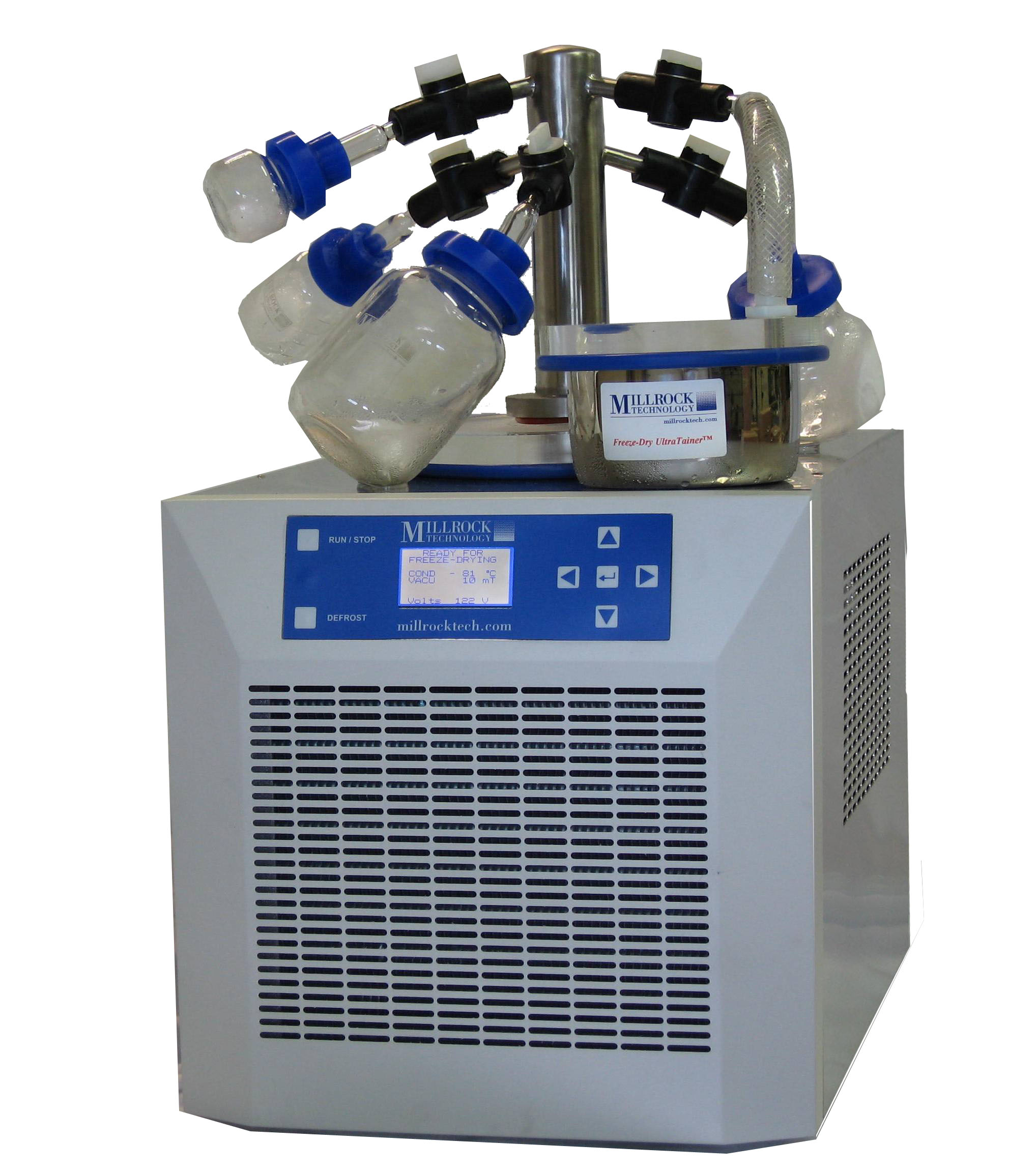
مجفف بالتجميد متشعب علوي

التجميد المجفف، والمعروف كذلك باسم التبريد أو التجفيد، أو بالإنجليزية lyophilization أو cryodesiccation، عمليةُ تجفيفٍ تستخدم أساسًا من أجل حفظ المواد القابلة للفساد أو جعل المواد في حالة تسهل نقلها. ويعمل التجميد بالتبريد من خلال تجميد المواد ثم تقليل الضغط المحيط بها للسماح بتسامي المياه الموجودة في المواد بشكل مباشر من الحالة الصلبة إلى الحالة الغازية.

## أصول التجفيف بالتبريد
كانت حضارات الإنديز تحفظ البطاطس باستخدام عملية التجفيف بالتبريد. وكانوا يطلقون على هذا النوع من الطعام اسم تشونو.
تم تطوير التجفيف بالتجميد بشكل نشط أثناء الحرب العالمية الثانية. مصل الدم الذي يتم إرساله إلى أوروبا من الولايات المتحدة من أجل العلاج الطبي للشخص المجروح الذي يحتاج إلى التجميد، ولكن بسبب نقص التبريد الفوري والنقل، كانت العديد من إمدادات مصل الدم تفسد قبل الوصول إلى المتلقي المستهدف. وقد تم تطوير عملية التجفيف بالتجميد كوسيلة تجارية أتاحت القدرة على توفير مصل الدم بشكل مستقر ويمكن استخدامه من الناحية الكيميائية بدون الاضطرار إلى تجميده. وبعد فترة قصيرة من ذلك، تم تطبيق عملية التجفيف بالتجميد على البنسلين والعظام، وأصبح التجفيف وسيلة معترف بها على أنها وسيلة هامة لحفظ المستحضرات البيولوجية. ومنذ ذلك الحين، تم استخدام التجفيف بالتجميد كوسيلة للحفظ أو المعالجة لمجموعة كبيرة من المنتجات. وتشتمل تلك التطبيقات على ما يلي، إلا أنها لا تقتصر على ذلك: معالجة الطعام، والمواد الصيدلانية، ومجموعات التشخيص، واستعادة المنتجات المتضررة بسبب المياه، وتجهيز الرواسب الطينية في قاع النهر من أجل تحليل الهيدروكربون، وتصنيع الخزف المستخدم في صناعة أشباه الموصلات، وإنتاج الجلد الصناعي، واستعادة هياكل القوارب التاريخية / المستصلحة.

## عملية التجفيف بالتجميد
هناك أربع مراحل في عملية التجفيف الكاملة: المعالجة المسبقة، والتجميد، والتجفيف المبدئي، والتجفيف الثانوي.

### المعالجة المسبقة
يشتمل العلاج المسبق على أي طريقة للتعامل مع المنتج قبل التجميد. ويمكن أن يشتمل ذلك على تركيز المنتج أو مراجعة التركيبات (أي إضافة المكونات لزيادة الاستقرار و/ أو تحسين المعالجة) أو تقليل المذيب عالي البخار أو زيادة المنطقة السطحية. وفي العديد من الحالات، يعتمد قرار المعالجة المسبقة لمنتج على المعرفة النظرية للتجفيف بالتبريد ومتطلباته، أو يكون مطلوبًا حسب اعتبارات وقت الدورة أو جودة المنتج. وتشتمل وسائل المعالجة المسبقة على ما يلي: تركيز التجميد، وتركيز مرحلة المحلول، وتركيب الحفاظ على شكل المنتج، وتركيب استقرار المنتجات المشعة، وتركيب لزيادة منطقة السطح، وتقليل مذيبات الضغط عالية الأبخرة.

### التجميد
في المعمل، يتم في الغالب القيام بذلك من خلال وضع المادة في قارورة تجفيف بالتجميد وإدارة القارورة في حمام، يطلق عليه اسم المبرد، ويتم تبريده من خلال التبريد الميكانيكي أو الثلج الجاف أو الميثانول أو النيتروجين السائل. وعلى نطاق أوسع، غالبًا ما يتم إجراء التبريد باستخدام ماكينة تجفيف بالتجميد. وفي تلك الخطوة، يكون من الضروري تبريد المادة أقل من نقطتها الثلاثية، وهي أقل درجة حرارة يمكن أن تتعايش فيها المراحل الصلبة والسائلة للمواد. ويضمن ذلك أن يحدث التسامي وليس الذوبان في الخطوات التالية. ويكون تجفيف الكريستال الأكبر بالتجميد أسهل. ولإنتاج كريستال أكبر، يجب أن يتم تجفيف المنتج ببطء أو يمكن أن يتم تدويره بتقليل وزيادة درجات الحرارة. يطلق على عملية التدوير تلك اسم التخمير. ومع ذلك، في حالة الأطعمة، أو الأشياء ذات الخلايا الحية مسبقًا، تؤدي كريستالات الثلج الكبيرة إلى كسر جدران الخلايا (وهي مشكلة تم اكتشافها، وحلها، من خلال كلارينس بيردس آي)، مما يؤدي إلى تدمير المزيد من الخلايا، مما يمكن أن يؤدي إلى ضعف البنية والمحتوى الغذائي بشكل متزايد. وفي تلك الحالة، يتم عمل التجميد بشكل أسرع لتقليل المواد إلى ما هو أقل من نقطة التصلد الحرج لها بسرعة، وبالتالي يمكن تجنب تكوين كريستالات الثلج. وفي الغالب، تكون درجات التجمد بين -50 و-80 درجة مئوية. وتكون مرحلة التجمد هامة بأكبر شكل ممكن في عملية التجفيف بالتجميد، لأن المنتج يمكن أن يفسد إذا تم التعامل معه بشكل غير صحيح.
ولا توجد نقاط تصلد حرج للمواد غير المتبلورة، إلا أنها لها نقطة حيوية، والتي يجب أن يتم الإبقاء على المنتج عندها لمنع إعادة الذوبان أو الانهيار أثناء التجفيف الرئيسي والثانوي.

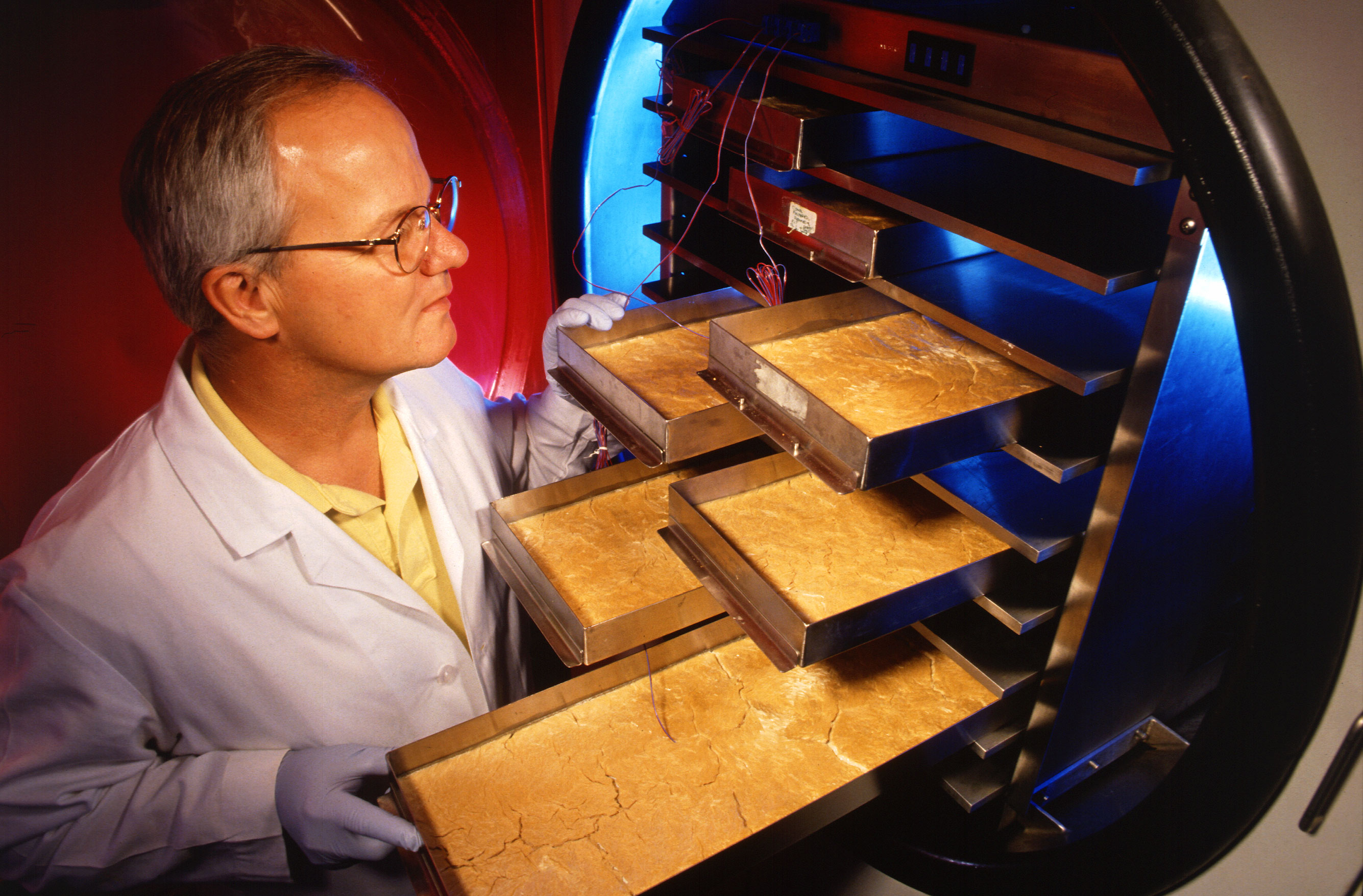
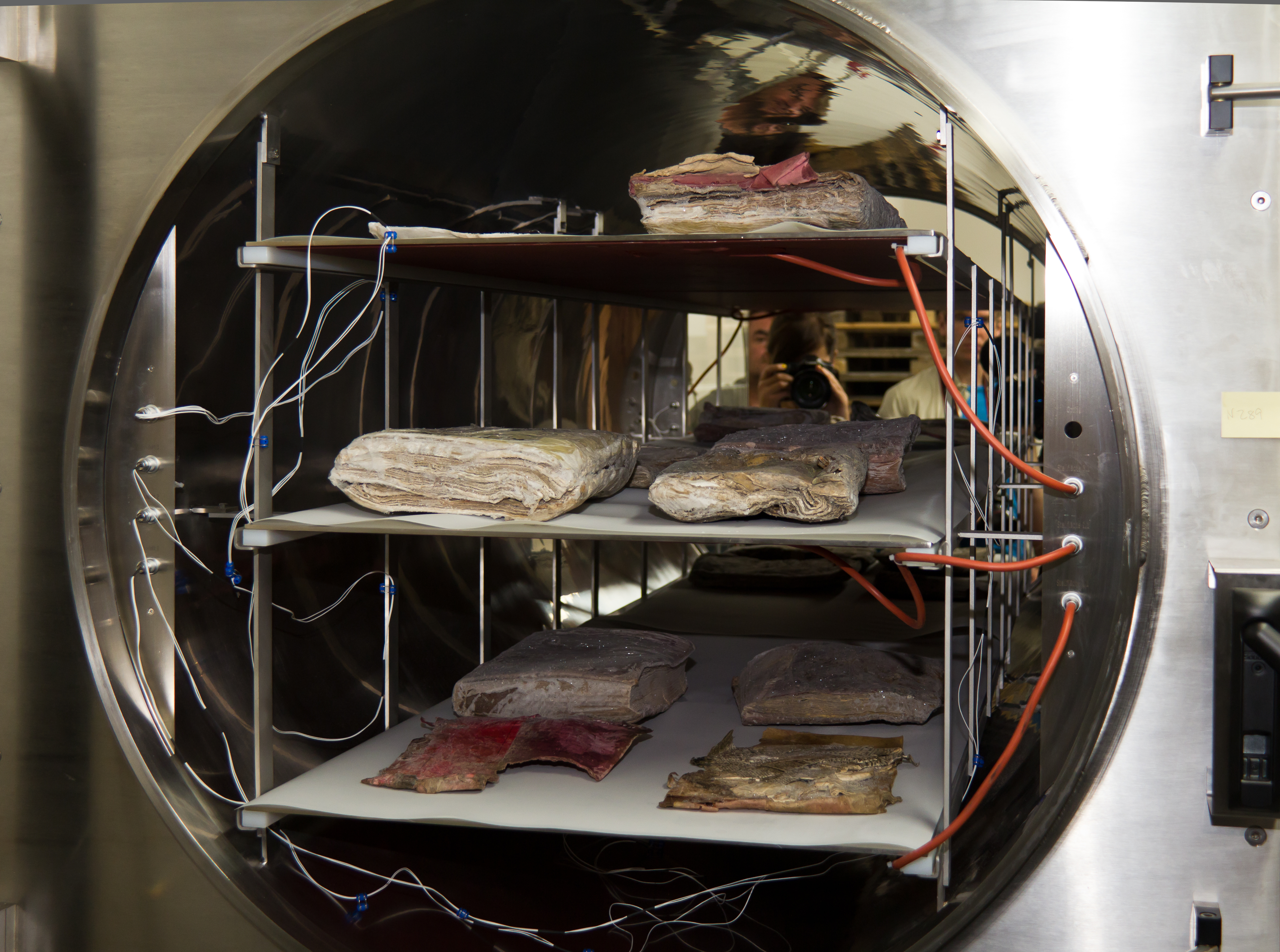
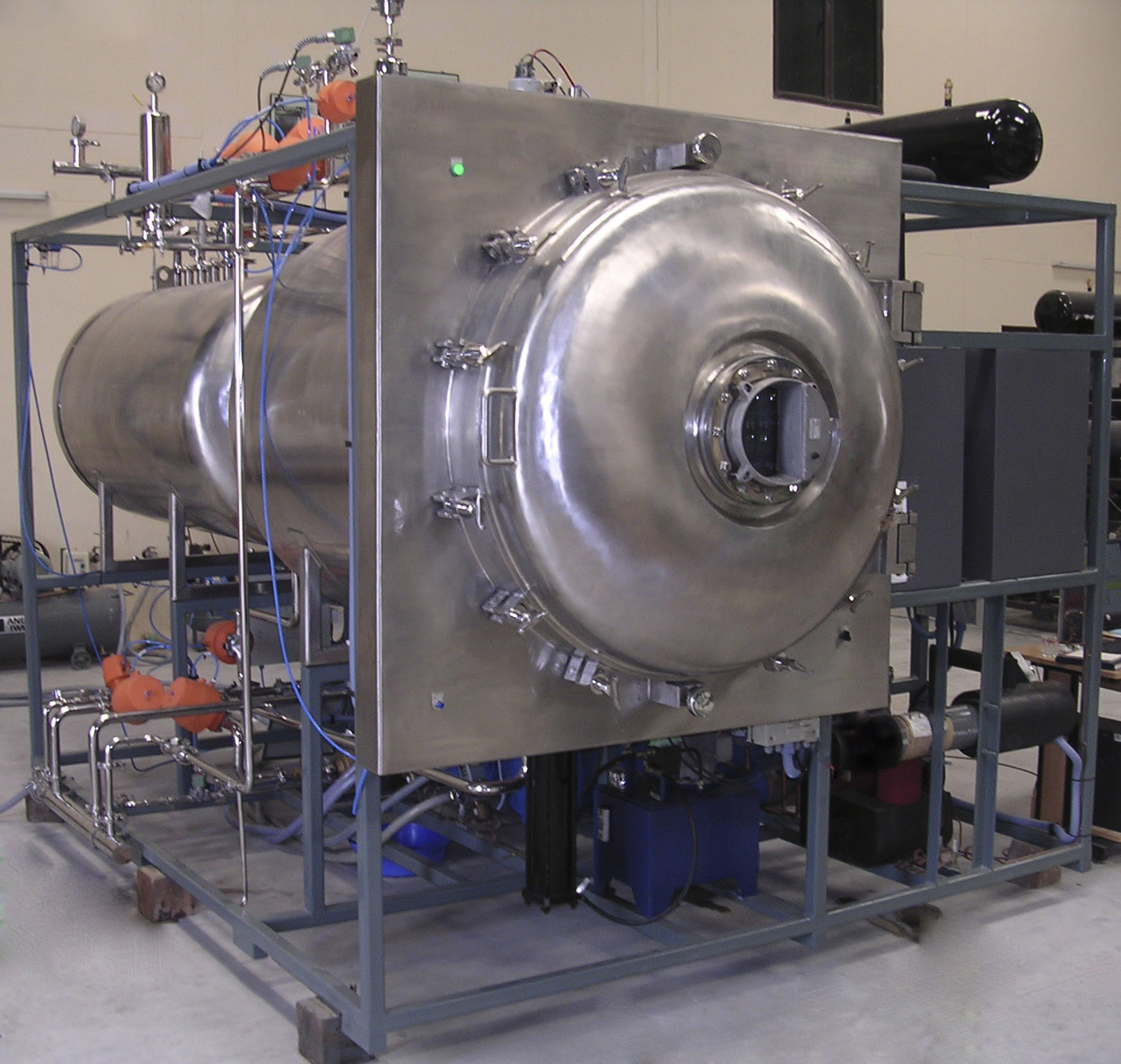
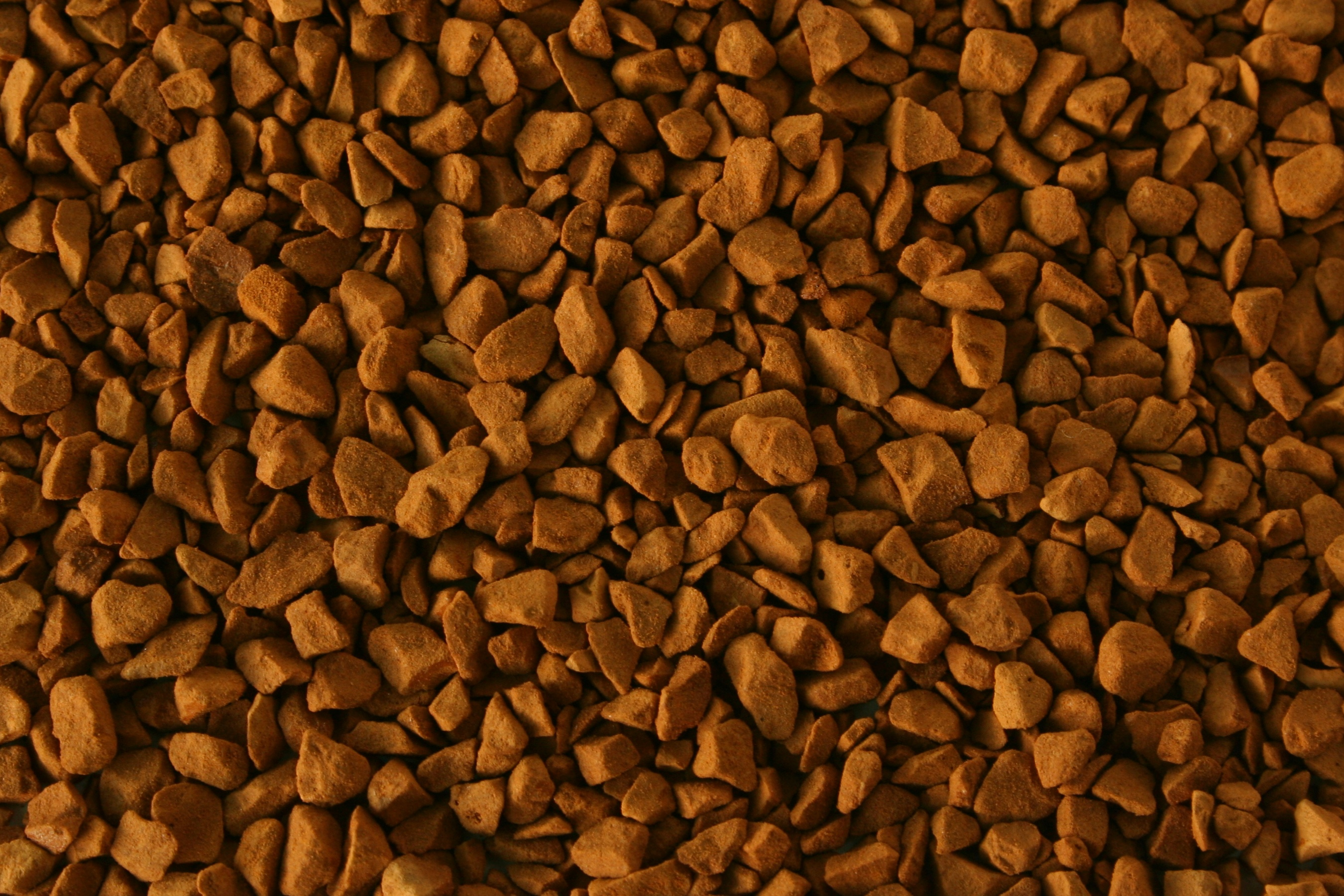
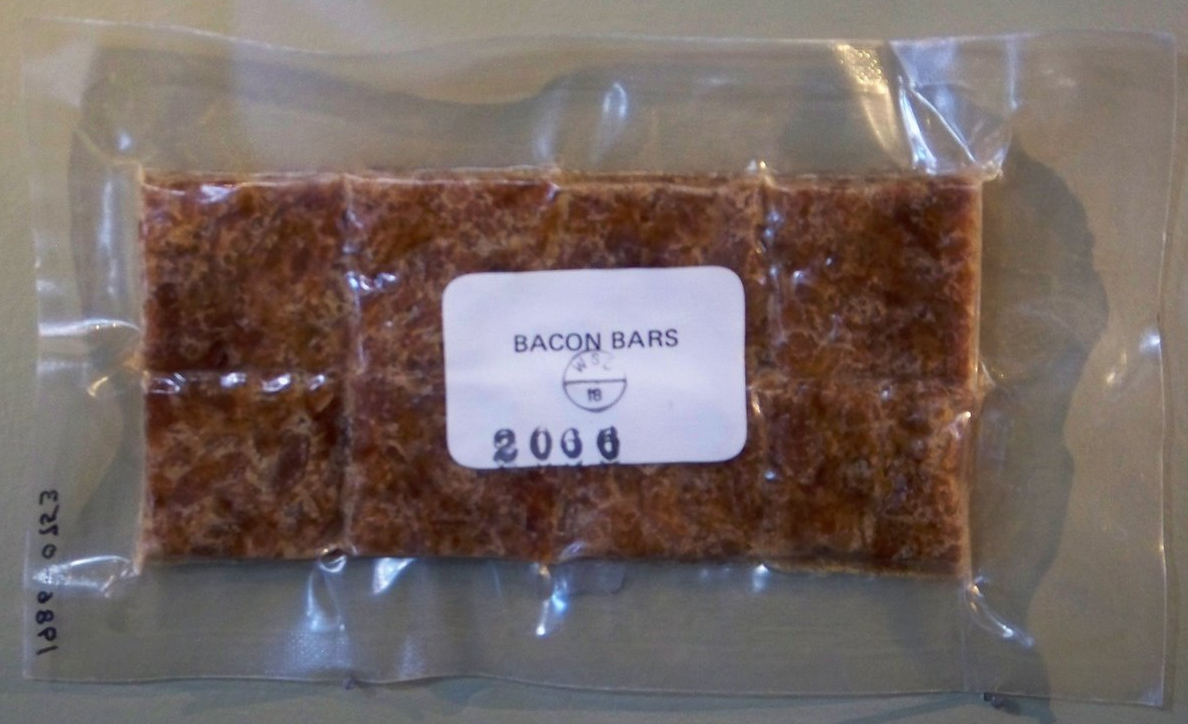